# Ultratenuipalpus baltazarae
Ultratenuipalpus baltazarae är en spindeldjursart som beskrevs av Rimando 200. Ultratenuipalpus baltazarae ingår i släktet Ultratenuipalpus och familjen Tenuipalpidae. Inga underarter finns listade i Catalogue of Life.